# Pobre niña rica
Pobre niña rica (lit. Pobre menina rica) é uma telenovela mexicana produzida por Enrique Segoviano para a Televisa e exibida pelo Canal de las Estrellas entre 2 de outubro de 1995 e 5 de janeiro de 1996. Inicialmente era exibida às 18h, porém a partir de 20 de novembro de 1995 passou a ser exibida às 16h, trocando de horário com Retrato de Familia.
É um remake da trama Pobre Clara de 1975. 
Foi protagonizada por Victoria Ruffo e Ariel López Padilla, com atuação antagônica da primeira atriz Laura Zapata, Gerardo Murguía, Diana Golden e Paulina Rubio.

## Elenco
- Victoria Ruffo - Consuelo Villagrán García-Mora[2]
- Ariel López Padilla - Dr. Julio Navarro[2]
- Laura Zapata - Doña Teresa García-Mora de Villagrán
- Gerardo Murguía - Carlos Villagrán García-Mora
- Miguel Córcega - Don Juan Carlos Villagrán Franco
- Paulina Rubio - Alma Villagrán Cañedo [2]
- Alejandro Aragón - Alfredo Zaldívar
- Diana Golden - Beatriz Domínguez
- Elsa Cárdenas - Alicia Vda. de García-Mora
- Roberto Palazuelos - Gregorio Báez
- Azela Robinson - Ana Luisa Cañedo de Villagrán
- Juan Verduzco - Dr. Manuel Leyton
- Mercedes Molto - Bárbara de Villagrán
- Dacia Arcaráz - Norma
- Mauricio Islas - David Estévez
- Raquel Morell - Carola Medrano
- Sergio Corona - Don Miguel Laureano Múzquiz
- Rafael Amador - Chavo
- Sergio Catalán - Eduardo